# Blackburnium carpentariae
Blackburnium carpentariae är en skalbaggsart som beskrevs av Macleay 1873. Blackburnium carpentariae ingår i släktet Blackburnium och familjen Bolboceratidae. Inga underarter finns listade.